# Leposoma puk
Leposoma puk — вид ящірок родини гімнофтальмових (Gymnophthalmidae). Ендемік Бразилії.

## Опис
Leposoma puk — дрібна ящірка, середня довжина якої становить 53 мм, а без врахування хвоста — 38 мм.

## Поширення і екологія
Leposoma puk мешкають на південному сході бразильського штату Баїя, в муніципалітетах Ільєус, Жусарі і Уна. Вони живуть на вершинах гір, порослих вологими атлантичними лісами.

## Збереження
МСОП класифікує цей вид як такий, що перебуває під загрозою зникнення. Leposoma puk загрожує знищення природного середовища.